# طوطی‌سهره
طوطی‌سهره (نام علمی: Erythrura) نام یک سرده از تیره سهرگان ریز است.

## گونه‌ها
- طوطی‌سهره سینه‌برنزه , Erythrura hyperythra
- طوطی‌سهره دم‌سنجاقی, Erythrura prasina
- طوطی‌سهره صورت‌سبز, Erythrura viridifacies
- طوطی‌سهره سه‌رنگه , Erythrura tricolor
- طوطی‌سهره صورت‌آبی, Erythrura trichroa
- طوطی‌سهره گوش‌سرخ , Erythrura coloria
- طوطی‌سهره پاپوآ, Erythrura papuana
- طوطی‌سهره گلوسرخ, Erythrura psittacea
- طوطی‌سهره سرسرخ, Erythrura cyaneovirens
- طوطی‌سهره فیجی, Erythrura pealii
- طوطی‌سهره شاهی, Erythrura regia
- طوطی‌سهره شکم‌صورتی, Erythrura kleinschmidti
- سهره رنگین‌کمان, Erythrura gouldiae